# ザ・ウォンテッド
ザ・ウォンテッド（The Wanted）は、イギリスおよびアイルランド出身の男性で結成された5人組のボーイズグループ。頭文字を取って「TW」と略称で呼ばれることもある。

## 略歴
2009年にオーディションによって選ばれた5人でグループが組まれた。タイオ・クルーズなどがプロデューサーとしてサポートしたアルバム「The Wanted」でデビュー。シングル「Glad You Came」は全英で1位を記録したのみならず、全米ビルボードシングルチャート（Billboard Hot 100）で最高位3位を記録しロングヒットとなった。また、彼らの代表曲でもある。イギリスのボーイズ・グループがBillboard Hot 100でトップ10以内に入ったのは、1995年にテイク・ザットが「バック・フォー・グッド」で7位を記録した時以来のことであった。
2014年に活動休止したが、2020年に脳腫瘍を患っていることを公表したトム・パーカーへのサポートの意味も込めて2021年に再結成。2023年にトムが亡くなってからは4人で活動を継続。

## エピソード
- 2012年7月、空港で多くのファンがザ・ウォンテッドのメンバーを待っていたところ、ファンの1人が彼らが姿を現したとたん興奮のあまり気が動転して、パニック発作を起こしてしまった。それに驚いたメンバーが、すぐさま近づき安否の確認をし、救急車を呼んで介抱するという事件が起きた[4]。
- 『ザ・ヴォイス』（米人気オーディション番組）にゲストで出演した際、ジェニファー・ロペスにはキスをしたが、クリスティーナ・アギレラにはキスしなかったのは何故なのか?」とラジオ番組で聞かれ、「彼女（アギレラ）って完全に×××だぜ」「彼女の態度は最悪だったよ」と歯に衣着せぬ発言で批判したことが話題となった[5]（実際、クリスティーナ・アギレラは遅刻のしすぎで番組側から罰金を請求される[6]、二日酔いで番組の収録に現れるなどの事件を起こしている[7]）。

## メンバー
- マックス・ジョージ（Max George、本名Maximillian Alberto George、1988年9月6日（36歳））
  - イングランド、マンチェスター出身。身長173センチメートル。瞳の色はグレー[8]。幼い頃からマンチェスター・シティFCのファンであるという。Avenueというボーイズグループの元メンバーでもある。
- ネイサン・サイクス（Nathan Sykes、本名Nathan James Sykes、1993年4月18日（32歳））
  - イングランド、グロスター出身。身長174センチメートル。瞳の色はグリーン／ブルー[9]。母は音楽教師であり、ピアノの演奏が特技。
- シヴァ・ケインズウォラン（Siva Kaneswaran、1988年11月16日（36歳））
  - アイルランド、ダブリン出身。身長186センチメートル。瞳の色はブラウン[10]。父がスリランカ人。長身と端正な顔立ちを生かし16歳の頃からしばらくは「ストーム・モデルマネジメント」に所属するプロのファッションモデルとして活動していたが、音楽活動に専念するためにモデルをやめている[11]。Kumarという双子の兄弟がいる。
- ジェイ・マクギネス（Jay McGuiness、本名James McGuiness、1990年7月24日（35歳））
  - イングランド、ノッティンガムシャー出身。身長186センチメートル。瞳の色はブルー[12]。13歳の頃からダンススクールに通っていた。 セルティックFCのファン。ペットでオオトカゲを飼っている。Tomという双子の兄弟がいる（二卵性）。

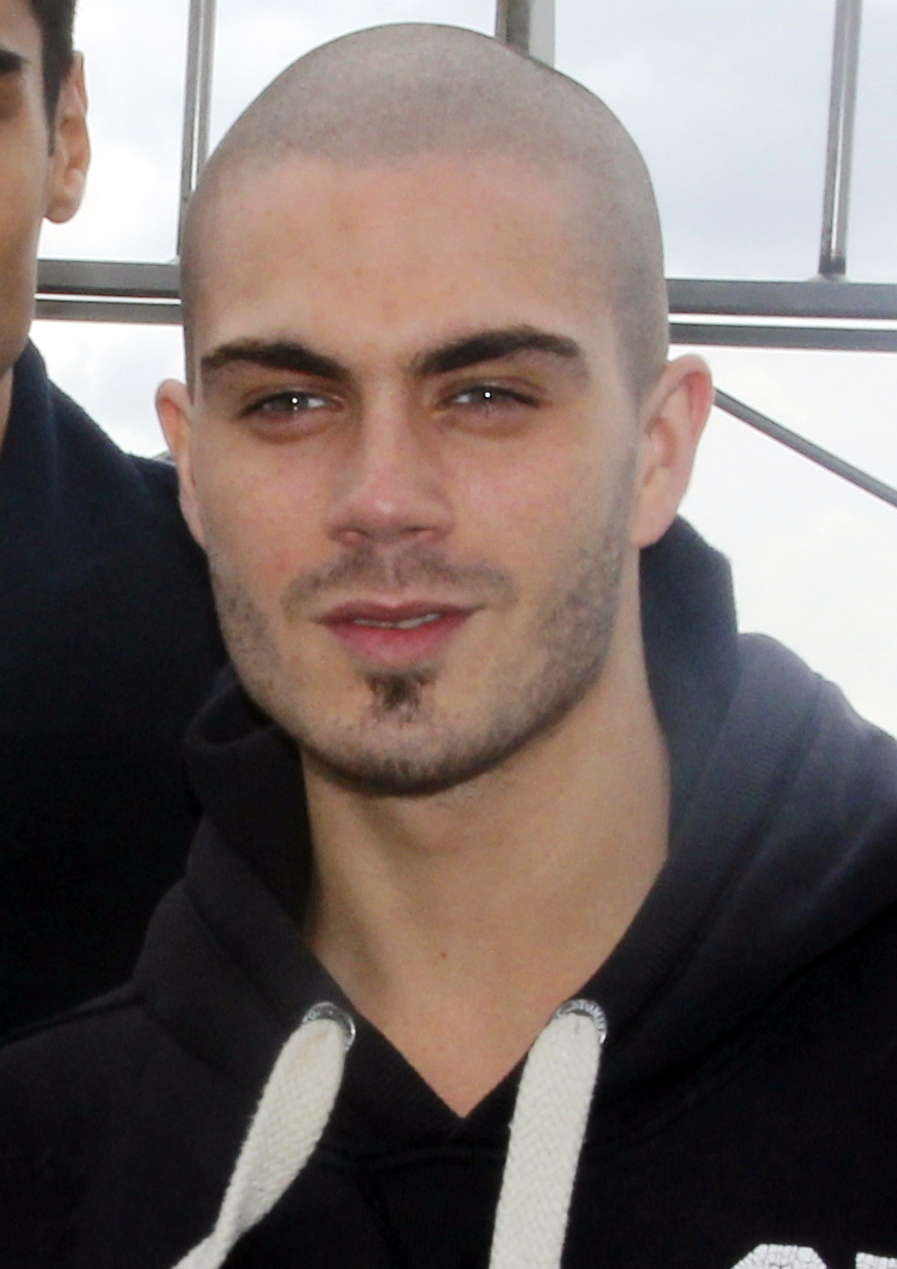
マックス・ジョージ
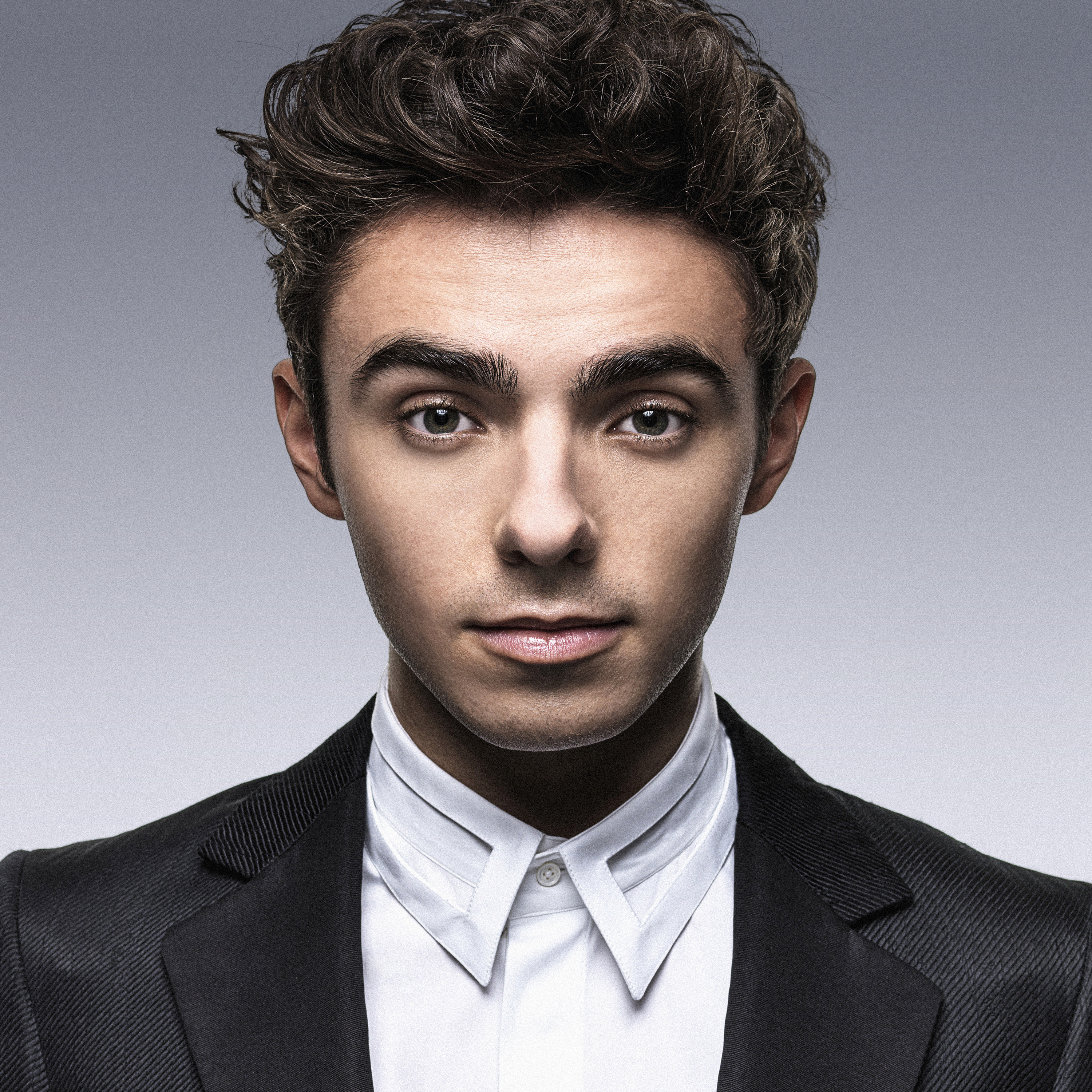
ネイサン・サイクス
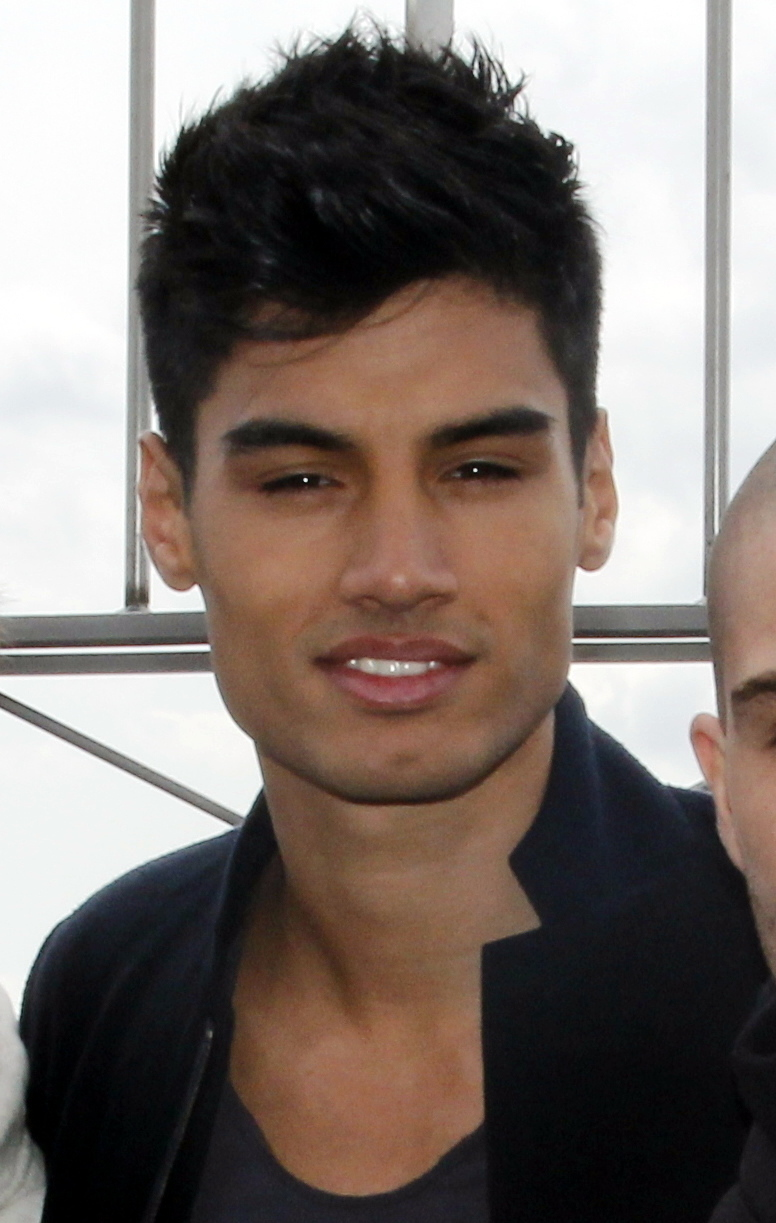
シヴァ・ケインズウォラン
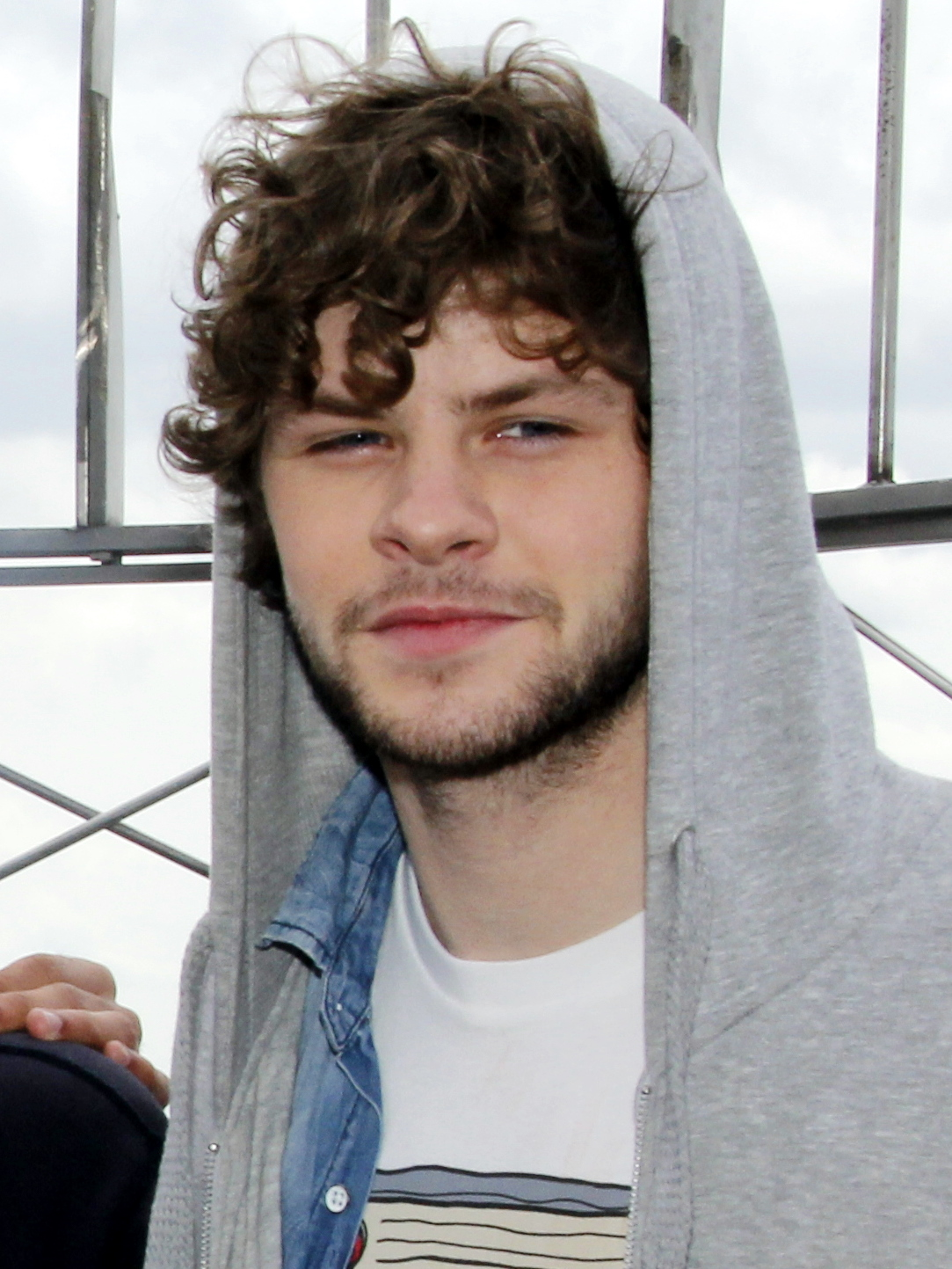
ジェイ・マクギネス

### 旧メンバー

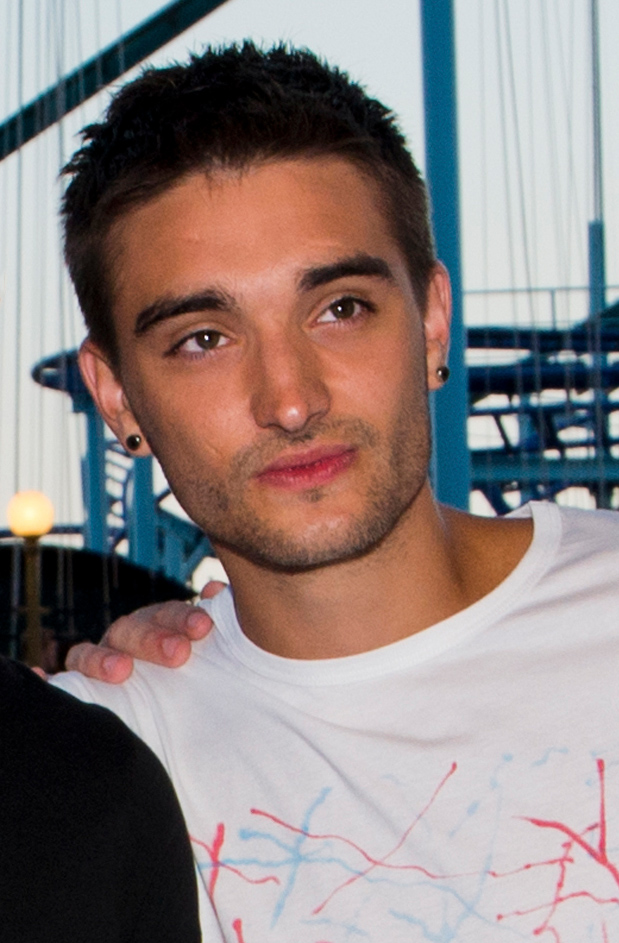
トム・パーカー

- トム・パーカー（Tom Parker、本名Thomas Anthony Parker、1988年8月4日 - 2022年3月30日）
  - イングランド、ボルトン出身。身長177センチメートル。瞳の色はヘーゼル[13]。マンチェスター・メトロポリタン大学にて地学を学んでいたが、歌手の道を歩むために退学している。「Take that 2」というバンドの元メンバーでもある。2006年の『Xファクター』オーディション第一ラウンドで敗退。
  - 2020年10月、末期がんを患っていることを明かした。妻との間に1歳の娘を持ち第2子も誕生予定の中、ステージ4の脳腫瘍が見つかり医師からは手術不可能なところまで来ていると告げられたという[14]。2022年3月30日に33歳で死去[15]。

## ディスコグラフィ

### スタジオ・アルバム
- The Wanted (2010年) ※全英4位
- Battleground (2011年) ※全英5位
- 『ワード・オブ・マウス』 - Word of Mouth (2013年) ※全英9位

### EP
- iTunes Festival: London 2011 (2011年)
- 『ザ・ウォンテッド』 - The Wanted: The EP (2012年) ※全英7位

### コンピレーション・アルバム
- 『モスト・ウォンテッド ザ・グレイテスト・ヒッツ』 - Most Wanted: The Greatest Hits (2021年) ※全英8位